# Aleneva
Aleneva és una concentració de població designada pel cens dels Estats Units a l'estat d'Alaska. Segons el cens del 2000 tenia 68 habitants.

## Demografia
Segons el cens del 2000, Aleneva tenia 68 habitants, 14 habitatges, i 13 famílies La densitat de població era de 0,4 habitants/km².
Dels 14 habitatges en un 57,1% hi vivien nens de menys de 18 anys, en un 92,9% hi vivien parelles casades, en un 0% dones solteres, i en un 7,1% no eren unitats familiars. En el 7,1% dels habitatges hi vivien persones soles el 7,1% de les quals corresponia a persones de 65 anys o més que vivien soles. El nombre mitjà de persones vivint en cada habitatge era de 4,86 i el nombre mitjà de persones que vivien en cada família era de 5,08.
Per edats la població es repartia de la següent manera: un 52,9% tenia menys de 18 anys, un 14,7% entre 18 i 24, un 17,6% entre 25 i 44, un 10,3% de 45 a 60 i un 4,4% 65 anys o més.
L'edat mediana era de 17 anys. Per cada 100 dones hi havia 119,4 homes. Per cada 100 dones de 18 o més anys hi havia 88,2 homes.
La renda mediana per habitatge era de 10.417 $ i la renda mediana per família de 10.417 $. Els homes tenien una renda mediana de 0 $ mentre que les dones 0 $. La renda per capita de la població era de 3.707 $. Aproximadament el 47,6% de les famílies i el 40,7% de la població estaven per davall del llindar de pobresa.

## Poblacions més properes
El següent diagrama mostra les poblacions més properes.